# مارمولک پولک‌دار غول‌پیکر

مارمولک پولک‌دار غول‌پیکر یا مارمولک پولک‌پوست غول‌پیکر (نام علمی: Gerrhosaurus validus) (به انگلیسی: Giant Plated Lizard) نوعی مارمولک از تیره گرهوسااورید است که به‌طور عمده در فضاهای روباز مانند صخره‌ها و زیستگاه‌های خشک در افریقای جنوبی یافت می‌شود.

## ویژگی‌های فیزیکی
این نوع مارمولک دارای بدن و سر مسطح است. طول آن حداکثر ۷۰ سانتی‌متر می‌باشد. کف پاهای مارمولک پولک‌دار غول‌پیکر برای زیستن در مکان‌های خشک و سنگی سازگاری پیدا کرده‌است. مارمولک پولک‌دار غول‌پیکر به این سبب به این نام ثبت شده‌است که پوست بدنش پولک‌دار است. این خزنده همه‌چیزخوار است و معمولاً به صورت کلنی زندگی می‌کند.